# Sixten Eckerberg
Axel Sixten Lennart Eckerberg, född 5 september 1909 i Ingatorps församling i Småland, död 9 april 1991 i Vasa församling i Göteborg, var en svensk dirigent, pianist och kompositör.

## Biografi
Eckerberg studerade piano, dirigering samt kontrapunkt och instrumentation vid Musikaliska akademin i Stockholm och han tog organistexamen 1931. Han studerade dirigering som Jenny Lind-stipendiat i Basel och Wien, samt var pianoelev i Wien och Paris. 
Han var en framgångsrik orkesterledare och var 1945-1955 gästdirigent i Warszawa, Rom, Paris, Budapest, Mexiko och Guatemala. Han föredrog svensk eller fransk repertoar. Åren 1937-1969 var han chefsdirigent för Göteborgs radioorkester, det namn under vilket Göteborgs orkesterförening framträdde, då de spelade i radio. Under Eckerberg skedde det 762 gånger. Han var 1939-1960 även dirigent vid Göteborgs orkesterförening. 
Eckerberg debuterade 1942 som tonsättare med sin första symfoni. Stilmässigt kombinerar han nordiskt kynne med fransk 1900-talsmusik och har en dramatisk accent och driven orkesterteknik.   
Han är gravsatt i minneslunden på Stampens kyrkogård.

## Verk (urval)

### Orkesterverk
- Symfoni nr 1 1941
- Symfoni nr 2 1944
- Höstsång, symfoni 1965
- Symphonie pastorale, symfoni 1973
- Tre pianokonsert 1942, 1948 och 1971
- Cellokonsert 1973
- Pianokoncertino 1963
- Sommarmusik opus 1, orkestersvit 1941
- Från Sommen, orkestersvit 1946
- Danze della vita, orkestersvit 1970
- Sub luna, 1942
- Nuttorno, 1946
- Visione, 1961
- Serenad, 1972
- Sagan om asarna, 1972

Därutöver en rad smärre verk: kammarmusik, pianostycken och sånger, däribland en sångcykel 1946 och sångsviten Nocturne 1971.

## Inspelningar
År 1986 utkom för första gången den första och tredje av Eckerberg pianokonserter på fonogram, tolkade av Hans Pålsson på det svenska bolaget Big Ben Phonogram.